# Kyree Walker
Kyree Walker (Atlanta, 20 novembre 2000) è un cestista statunitense.